# Gradina (gmina Kalinovik)
Gradina (cyr. Градина) – wieś w Bośni i Hercegowinie, w Republice Serbskiej, w gminie Kalinovik. W 2013 roku liczyła 78 mieszkańców.